# Hellmut Trienekens
Hellmut Trienekens (* 15. Mai 1938 in Boxmeer/Niederlande) ist ein deutscher Unternehmer. Von 1968 bis 2002 war er Geschäftsführer und Vorstand der Trienekens AG beziehungsweise deren Vorläuferunternehmen.

## Leben und Ausbildung
Seine frühe Kindheit verbrachte er in Süchteln, das heute ein Stadtteil von Viersen ist. Während der Kriegsjahre lebte die Familie vorübergehend in Boxmeer. Nach Schule und Handelsschule in Viersen absolvierte Trienekens dort auch seine Ausbildung zum Großhandelskaufmann. 1961 trat er in das Unternehmen seines Vaters Mathias ein. Nach dessen Tod im Jahr 1968 übernahm Hellmut Trienekens die Firma. In den folgenden Jahrzehnten baute er die ursprüngliche Handelsfirma zum Entsorgungsunternehmen in Deutschland aus. 2002 zog Trienekens sich aus dem Unternehmerleben zurück. Der Privatier lebt bis heute in Viersen-Süchteln.
Hellmut Trienekens ist seit 1960 mit Hildegard Trienekens, geb. Papenburg, verheiratet. Das Paar hat drei Töchter.

## Berufliches Wirken
Mit 23 Jahren trat Hellmut Trienekens in das Unternehmen seines Vaters Mathias ein. Dieser hatte 1923 den „Heu- und Strohgroßhandel M. Trienekens“ gegründet. Noch bis 1970 handelte das Unternehmen vor allem mit Heu und Stroh, das Bauern als Viehfutter und Papierfabriken für die Herstellung von Pappe einsetzten. Seit 1954 besaß das Unternehmen auch einen Müllwagen für die örtliche Hausmüllabfuhr und einen ersten Auftrag zur wöchentlichen Abfuhr des Mülls von 3000 Haushalten in Süchteln.
Nach dem Tod seines Vaters im Jahr 1968 übernahm Hellmut Trienekens die Geschäftsführung. Trienekens errichtete ein modernes Entsorgungsunternehmen. Lag der Schwerpunkt dabei zunächst auf Transportdienstleistungen (Müllabfuhr), gehörten bald auch eigene Deponien, Sortieranlagen sowie Labore für Abfallanalysen dazu, später auch Beteiligungen an Müllverbrennungsanlagen. Im Laufe der Jahre expandierte das Unternehmen durch die Zukäufe zahlreicher lokaler Entsorgungsunternehmen, vor allem im Rheinland, kontinuierlich. Zur Jahrtausendwende galt das Unternehmen als größtes Entsorgungsunternehmen Deutschlands.
Hellmut Trienekens gilt als Pionier eines systematischen Recyclings. Anfang der 1980er-Jahre errichtete sein Unternehmen in Neuss die erste Rohstoffrückgewinnungsanlage Deutschlands.
2002 zog sich Hellmut Trienekens aus dem aktiven Unternehmerleben zurück. Die letzten 50 Prozent Anteile seines Unternehmens hatte die Familie zuvor an die RWE Umwelt AG verkauft, mit der es bereits seit 1989 ein gemeinsames Joint Venture gab.
Im Zusammenhang mit beim Bau der Müllverbrennungsanlage Köln-Niehl geflossener Bestechungsgelder wurde 2002 ein Strafverfahren gegen die Beteiligten, unter anderen der Trienekens AG, eingeleitet. Gegen Hellmut Trienekens selbst wurde dabei aus gesundheitlichen Gründen jedoch nicht vorgegangen.
2004 wurde Trienekens wegen Steuerhinterziehung in Höhe von 2,7 Millionen Euro zu einer zweijährigen, zur Bewährungsstrafe ausgesetzten, Haftstrafe sowie einer Geldstrafe von zehn Millionen Euro verurteilt. 2010 wurde er erneut verurteilt: wegen Untreue in vier Fällen zu einer Gesamtfreiheitsstrafe von zwei Jahren, die ebenfalls zur Bewährung ausgesetzt wurde, sowie einer Geldstrafe von einer Million Euro.

## Gesellschaftliches und soziales Engagement
Unter anderem ermöglichte Trienekens 1989 mit einer Unterstützung von zwei Millionen Mark die Sanierung des seit dem Zweiten Weltkrieg verfallenden Irmgardisstift zum ersten Altenheim im Viersener Ortsteil Süchteln. Außerdem unterstützte er den Neubau der Kreismusikschule und den Bau des Vereinsheims des ASV Süchteln.